# Vezdemarbán (kommunhuvudort)
Vezdemarbán är en kommunhuvudort i Spanien.   Den ligger i provinsen Provincia de Zamora och regionen Kastilien och Leon, i den centrala delen av landet, 190 km nordväst om huvudstaden Madrid. Vezdemarbán ligger 774 meter över havet och antalet invånare är 629.
Terrängen runt Vezdemarbán är huvudsakligen platt. Vezdemarbán ligger uppe på en höjd. Runt Vezdemarbán är det glesbefolkat, med 13 invånare per kvadratkilometer. Närmaste större samhälle är Toro, 14,7 km söder om Vezdemarbán. Trakten runt Vezdemarbán består till största delen av jordbruksmark.